# Pampusana stairi
La paloma perdiz amistosa, paloma perdiz de las Fiji o paloma perdiz de las Fiyi (Pampusana stairi) es una especie de ave columbiforme de la familia Columbidae endémica de la Polinesia.

## Distribución y hábitat
Se encuentra distribuida por los archipiélagos centrales de la Polinesia: Samoa Americana, Fiyi, Samoa, Tonga y Wallis y Futuna. Su hábitat natural son las selvas tropicales húmedas isleñas. Está amenazada por la perdida de su hábitat.